# Савич, Павел Фёдорович
Па́вел Фёдорович Са́вич — украинский советский архитектор, построивший в Киеве ряд интересных зданий.

## Биография
Учился на архитектурном факультете Киевского художественного института, ученик П. Ф. Алёшина.
В начале 1930-х годов работал в первой архитектурной мастерской горсовета Киева. Впоследствии репрессирован (1937—1944) и реабилитирован.

## Архитектурные проекты

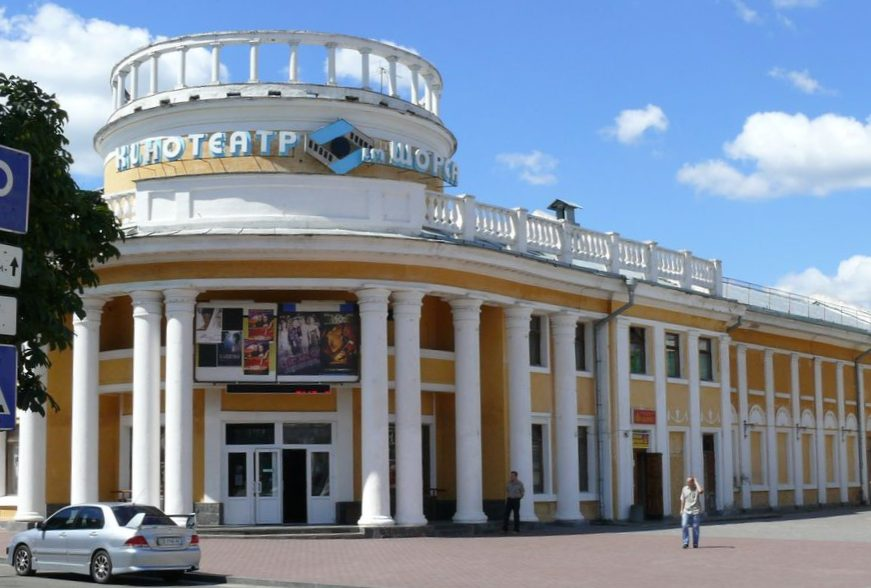
Кинотеатр им. Щорса в Чернигове

- Проект кинофабрики ВУФКУ в Киеве совместно с арх. В. Н. Рыковым, И. И. Малоземовым, М. И. Малоземовой и С. А. Барзиловичем (1925, ныне киностудия им. А. П. Довженко)[2][3];
- Ресторан «Динамо»  памятник архитектуры совместно с арх. И. Ю. Каракисом (1932—1934);
- Жилой дом (совместно с В. Н. Рыковым) на улице Энгельса 4 в г. Киеве (1934)[2];
- Жилой дом для работников милиции (Киев, ул. Круглоуниверситктская, 2 / Крутой спуск, 1) в стиле конструктивизма (1933—1934)[4][5], по словам историка архитектуры Ю. С. Асеева здание представляет собой «удивительно слаженную угловую композицию»[6];
- Жилой дом кооператива «Научный работник» (совместно с арх. М. И. Симикиным, В. А. Обремским, Н. В. Холостенко, А. М. Вербицким) (1931)[5];
- Проект реконструкции и расширение ипподрома совместно с архитекторами О. Столовым и И. Непше (1935)[2];
- Kинотеатр на 1200 зрителей по улице  Красноармейской, 19 (под руководством B. M. Рыкова, 1936—1937; война помешала завершению этого строительства[2], в 1952 году недостроенное здание было переоборудовано в кинотеатр «Киев» — один из самых больших в Киеве);
- Кинотеатр им. Н. А. Щорса ул. К. Маркса, 1/3 в г. Новоград-Волынский (1939—1941, высота основного объёма 11,8 м, купольной части — 16,0 м, площадь 1-го этажа — 1145,82 кв. м.)[7];
- Кинотеатр им. Н. А. Щорса в Чернигове (ул. Магистратская, 3) (1939)[8].

## Публикации о П. Савиче
- Масленкова Е. И. Художественные особенности архитектуры Киева (1933—1941 годы): Автореф. дис. на соискание учен. степени канд. искусствоведения / Науч. руководитель канд. архитектуры О. Н. Игнатов; АН УССР; Ин-т искусствоведения, фольклора и этнографии им. М. Ф. Рыльского. — К., 1974. — 22 с.

## Участие в конкурсах
- 1925 — конкурс на строительство кинофабрики в Киеве[2].

## Проекты
- Жилой дом для преподавателей и работников искусства в г. Киеве (1934)[2]
- Жилье для бывших политических заключенных с 40 3-х комнатными квартирами в г. Киеве (1934)[2]
- Проект правительственных зданий и центральной площади (совместно с арх. И. Непше) (19 Ноября, 1934)[2].